# Donleva imparta
Donleva imparta är en insektsart som beskrevs av Blocker 1979. Donleva imparta ingår i släktet Donleva och familjen dvärgstritar. Inga underarter finns listade i Catalogue of Life.